# Dialogues de Pierre Salmon
Les Dialogues de Pierre Salmon, autrement appelé Traictés de Pierre Salemon a Charles VI roy de France est une œuvre connue par deux manuscrit enluminée rédigés par Pierre le Fruitier dit « Salmon » vers 1409 puis 1411-1413. Il s'agit d'un échange fictif avec Charles VI. Il est actuellement conservé à la Bibliothèque nationale de France (sous la cote Français 23279) pour le premier et à la Bibliothèque de Genève pour le second (Ms. fr. 165).

## Contexte
Pierre Salmon est secrétaire du roi Charles VI entre 1406 et 1417 au moins. D'origine modeste, il est missionné régulièrement pour transmettre des messages diplomatiques et c'est par ailleurs un partisan de Jean sans Peur, le duc de Bourgogne. Il rédige son texte en pleine Guerre de Cent Ans, alors que l'opposition monte entre Armagnacs et Bourguignons et que la folie du roi porte atteinte de plus en plus au prestige du monarque. Le fidèle cherche à promouvoir la personne et le pouvoir royal. C'est une manifestation de la religion royale qui se développe à l'époque au sein du royaume de France et plus précisément à Paris.

## Description
Le texte des Dialogues de Pierre Salmon et Charles VI est connu par deux manuscrits. Le premier est conservé à la Bibliothèque nationale de France, le second à la Bibliothèque de Genève. Il tient à la fois du Miroir des princes et de l'autobiographie sous la forme épistolaire mais aussi du Dialogue philosophique.

### Le manuscrit de Paris

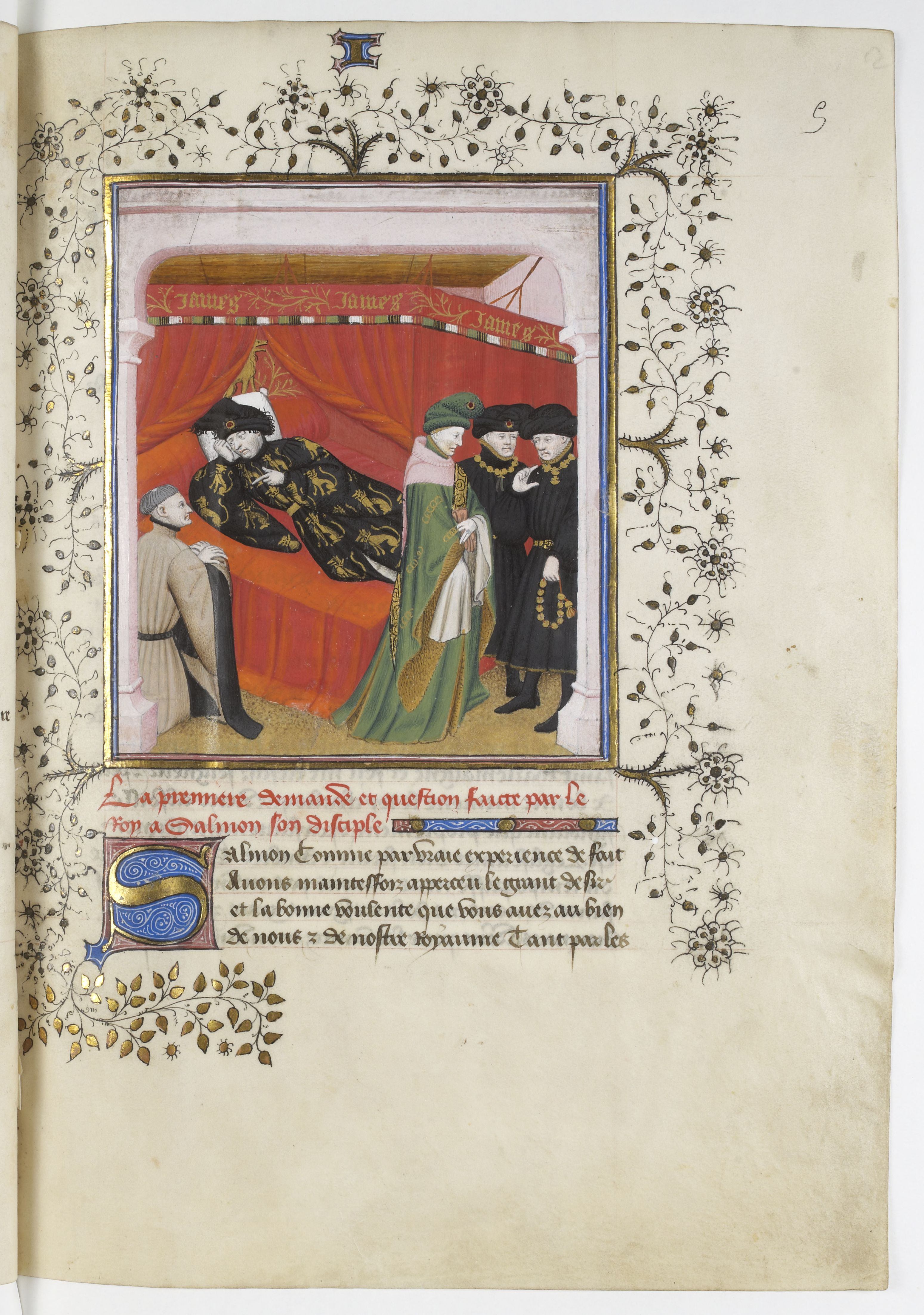
Dialogue avec Charles VI, f.5r.

Le manuscrit indique qu'il a été rédigé en 1409. Il contient : 
- un prologue (f.1v-f4v.)
- première partie (f.5-18v) : il s'agit des réponses de Pierre Salmon à la question posée par Charles VI : « quels mœurs et conditions doit avoir le roi pour être bienheureux à Dieu et au monde et de quels gens il doit être accompagné en servi ? ». La réponse se fait en trois temps : le roi doit craindre et aimer Dieu, il doit connaître et honorer l'état de dignité royale et il doit assurer la justice dans son royaume.
- deuxième partie (f.19-52) : il s'agit des réponses de Pierre Salmon à plusieurs questions théologiques posées par le souverain sur la création de l'homme, la venue de l'Antéchrist, etc.
- troisième partie (f.52v.-121) : il s'agit d'une chronique des aventures personnelles de Pierre Salmon, présentée sous la forme d'échange épistolaires principalement avec le roi, depuis le mariage d'Isabelle de France avec Richard II d'Angleterre en 1396 jusqu'à l'avènement du pape Alexandre V en 1409, le texte se terminant par une lettre du duc de Bourgogne adressée à celui-ci. La période entre 1399 et 1407 est passée sous silence.

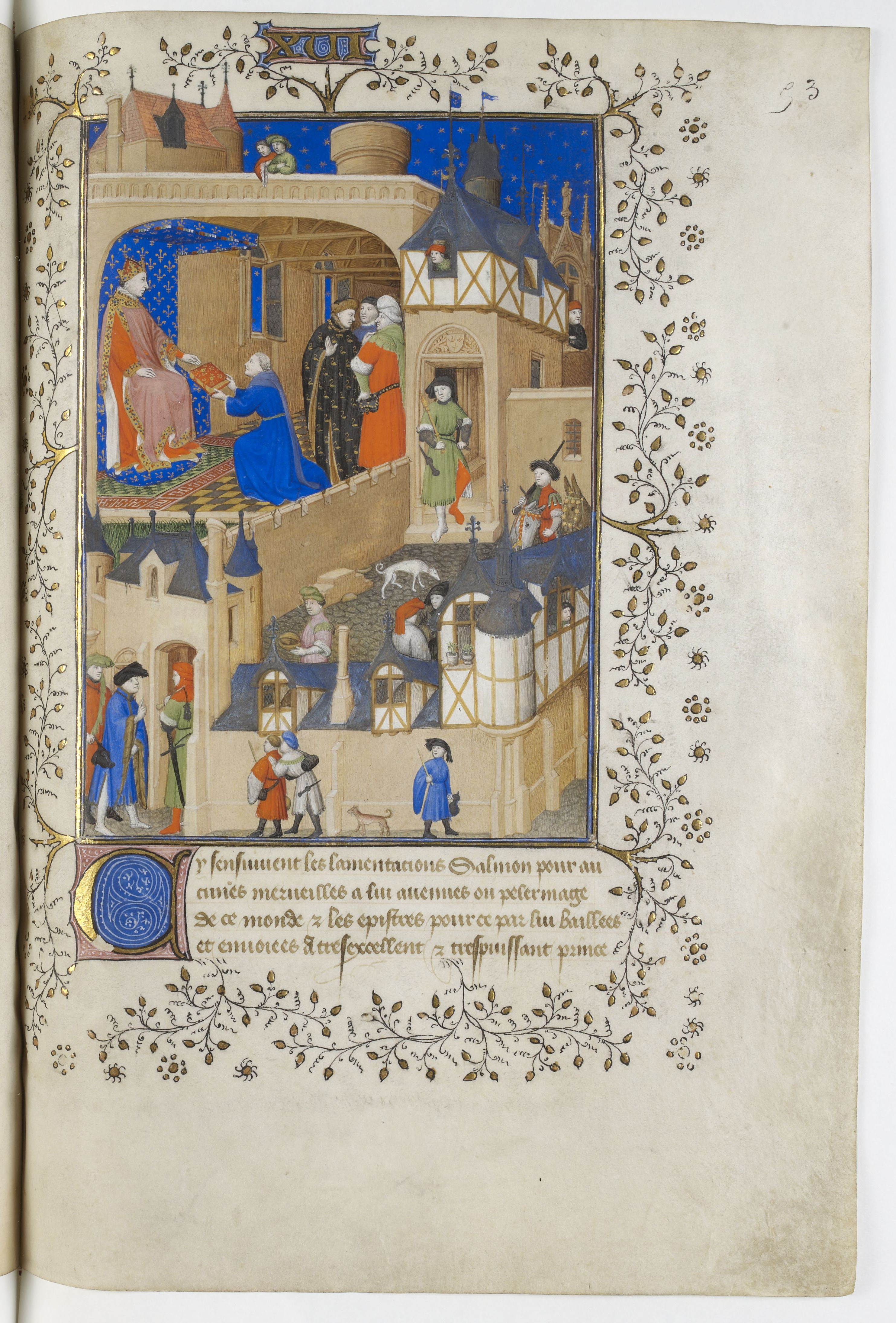
Charles VI et Pierre Salmon en compagnie de Jean de Berry, f.53r.

Le manuscrit contient 27 grandes miniatures qui ont été réalisées par différents enlumineurs, sans doute en raison du temps très court de réalisation. Selon l'historienne de l'art Inès Villela-Petit, les mains sont notamment partagées ainsi :
- 3 de la main du Maître de la Mazarine (f.1v., 53 et 60v.) : elles ont longtemps été attribuées au Maître de Boucicaut jusqu'à ce que l'historien de l'enluminure François Avril propose de dissocier une partie de l'œuvre de ce dernier pour l'attribuer à un collaborateur nommé d'après un livre d'heures conservé à la bibliothèque Mazarine.
- 8 de la main du Maître de la Cité des dames (f.5, 9, 29, 54, 59v., 64v.-65, 119)
- 3 (f.102, 115v., 117v.) résultant d'une collaboration entre ce dernier et un autre artiste peut-être actif à Avignon et auteur des miniatures d'un Graduel du cardinal Corsini (Couvent San Marco, Florence, Ms. 10076)
- 7 miniatures de la main d'un autre artiste anonyme (f.55, 57v., 58v., 61v., 67, 70, 75v.), peut-être originaire de Bohême et dont on retrouve la main dans un manuscrit des Grandes Chroniques de France (Paris BnF (Mss.), Français 20350).

L'iconographie du manuscrit met à plusieurs reprises en scène, outre l'auteur, Jean Ier de Bourgogne, dont Pierre Salmon est un partisan, et ce, au moins à deux reprises : il est représenté aux côtés du roi dans la scène de dédicace (f.1v.), ainsi que dans la dernière miniatures, assis sous un dais, reconnaissable au rabot, sa devise, qu'il porte sur son vêtement. Il pourrait en effet s'agir du second destinataire de l'ouvrage,.
Le roi de France est représenté à deux reprises allongés sur un lit (f.5r. et 19r.), dans un état de faiblesse, voire de souffrance ou de mélancolie, avec sa main posée contre sa joue. Néanmoins, selon Philippe Maupeu, sa position ne se réduit pas à une simple attitude maladive mais il reste aussi un souverain actif, qui pose des questions, discourt et oriente le texte, avec une autre main à l'index dressé.
Jean Ier de Berry, reconnaissable à sa devise du cygne navré, est présent dans une grande scène représentant le roi peut-être dans son hôtel Saint-Pol à Paris (f.53r.). Les autres personnages sont plus difficiles à reconnaître. Brigitte Roux a cru voir Philippe Marie Visconti dans le troisième personnage du f.1v., mais il ne porte pas sa devise et il n'est jamais venu à la cour de France. D'autres pensent qu'il s'agit plutôt de Louis II d'Anjou. Laurent Hablot propose d'y voir Jean de Bourbon en raison de la devise de la couronne palmée. Au folio 5, l'homme au collier de coquilles d'or pourrait être Charles de Chambly, chambellan du roi, l'homme à la houppelande vert et rose porte la devise de Charles de Savoisy.

### Le manuscrit de Genève

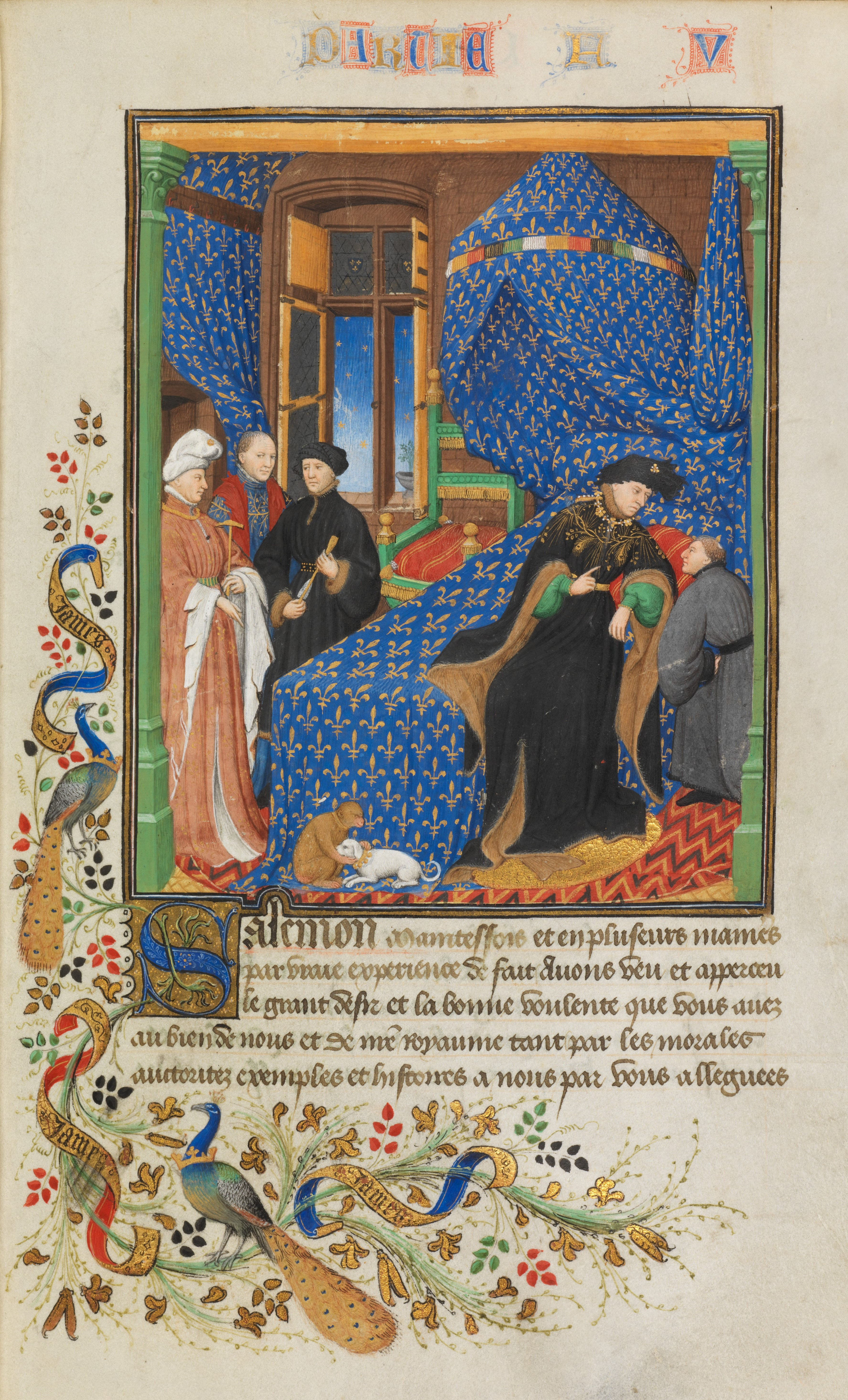
Charles VI et Pierre Salmon, f.4r.

Ce manuscrit a été rédigé entre la démission de Pierre Salmon de son poste de secrétaire en 1411 et les émeutes parisiennes de 1413. Il contient :
- un prologue (f.1-3v.)
- une première partie (f.3v.-23v.) quasi identique au manuscrit de Paris
- une deuxième partie (f.24-77) presque identique aussi
- une troisième partie (f.77v.-104v.) : elle diffère beaucoup de celui de Paris. Elle ne commence le récit épistolaire qu'en 1408 et ne présente qu'une sélection des échanges présents dans le texte parisien. Elle se termine par la demande de congés de Pierre Salmon au roi en 1411. Il a été avancé l'idée que cette version de l'histoire a été remaniée de manière à masquer le parti pro-bourguignon de l'auteur après la rupture entre le roi et le duc. Cette idée est cependant contestée par Brigitte Roux[9].
- une quatrième partie inédite (f.105-258) : très longue, il s'agit d'un pastiche de la Consolation de Philosophie de Boèce : retiré du monde, il entretient un échange philosophique avec les déesses Raison, Espérance et Foi[10]..

Le manuscrit de Genève, moins richement illustré, contient seulement 3 grandes miniatures et 20 lettrines historiées. L'ensemble de celles-ci, après avoir été attribuées au Maître de Boucicaut, sont depuis données au Maître de la Mazarine, à l'exception peut-être des folios 114v-119. Laissée inachevée, l'enluminure est achevée à partir des années 1440 pour les folios 109v. et 145v. (et peut-être f.117 et 128v.) par le Maître de Saint-Étienne.
Le manuscrit est surtout connu pour sa miniature reprenant la pose mélancolique du roi de France allongé sur son lit (f.4r.), qui reprend une position déjà utilisées deux fois dans le manuscrit de Paris. Il s'agit d'une des premières miniatures tentant de donner un effet de perspective avec une ouverture en diaphragme au premier plan puis une fenêtre ouverte avec ses volets en arrière-plan donnant un effet de raccourci. Elle est entourées de bordures qui, comme dans le reste du manuscrit, reprennent l'emblématique de Charles VI. 

## Postérité
Le manuscrit de Paris reste unique et seulement deux autres copies du manuscrit de Genève sont connues : le Fr.5032 de la BNF daté du XVe siècle et le Fr.9610, lui aussi conservé à la BNF, daté du début du XVIe siècle et enluminé par le Maître de la Chronique scandaleuse. 
Les deux manuscrits originaux, pourtant dédicacés au roi, n'ont jamais été mentionnés dans les inventaires royaux. Le manuscrit de Paris. Il est signalé dans les collections du duc de La Vallière au XVIIIe siècle puis il est acquis après sa mort, par la bibliothèque royale en 1783 pour la somme de 1299 livres. Il fait partie des manuscrits qui sont exposés dans la grande galerie de la bibliothèque nationale à la fin du XIXe siècle. Le manuscrit de Genève appartient à la collection de Paul Petau au début du XVIIe siècle. Il est acquis des descendants de ce dernier par Ami Lullin (1695-1756) qui le lègue avec sa bibliothèque à la Bibliothèque de Genève. 
Le texte n'a jamais été édité. Il n'a été l'objet que d'une édition critique partielle en 1833 par Georges-Adrien Crapelet des parties 1 et 3 du manuscrit de Paris. 